# Ениджевардарска и Гумендженска епархия
Ениджевардарската и Гумендженска епархия (на гръцки: Ιερά Μητρόπολη Γενιτσών και Γουμενίτσης) е епархия на Вселенската патриаршия, съществувала от 1924 до 1932 година. Седалището и е в македонския град Енидже Вардар (Яница).

## История
Епархията е образувана на 14 октомври 1924 година при патриарх Константин VII Константинополски от Воденската и Пелската митрополия. Новата митрополия както и други в Гърция е създадена за решаване на проблема с архиереите на Патриаршията, които остават без епархии след Гръцко-турската война и изселването на православното население от Турция както е посочено в патриаршеския акт 4427/6-11-1924. Новата епархия има двама митрополити Смарагд от 14 октомври 1924 до 14 декември 1927 година и Василий от 27 януари 1928 до октомври 1932 година, когато е прехвърлен в Лерин. В 1932 година Ениджевардарската и Гумендженската митрополия е закрита и присъединена към Воденската и Пелска митрополия. В 1991 година е създадена Гумендженската, Боймишка и Ругуновска епархия.

## Митрополити
| Име     | Име       | Години                              |
| ------- | --------- | ----------------------------------- |
| Смарагд | Σμάραγδος | 14 октомври 1924 – 14 декември 1927 |
| Василий | Βασίλειος | 27 януари 1928 – октомври 1932      |